# Разделяющий знак

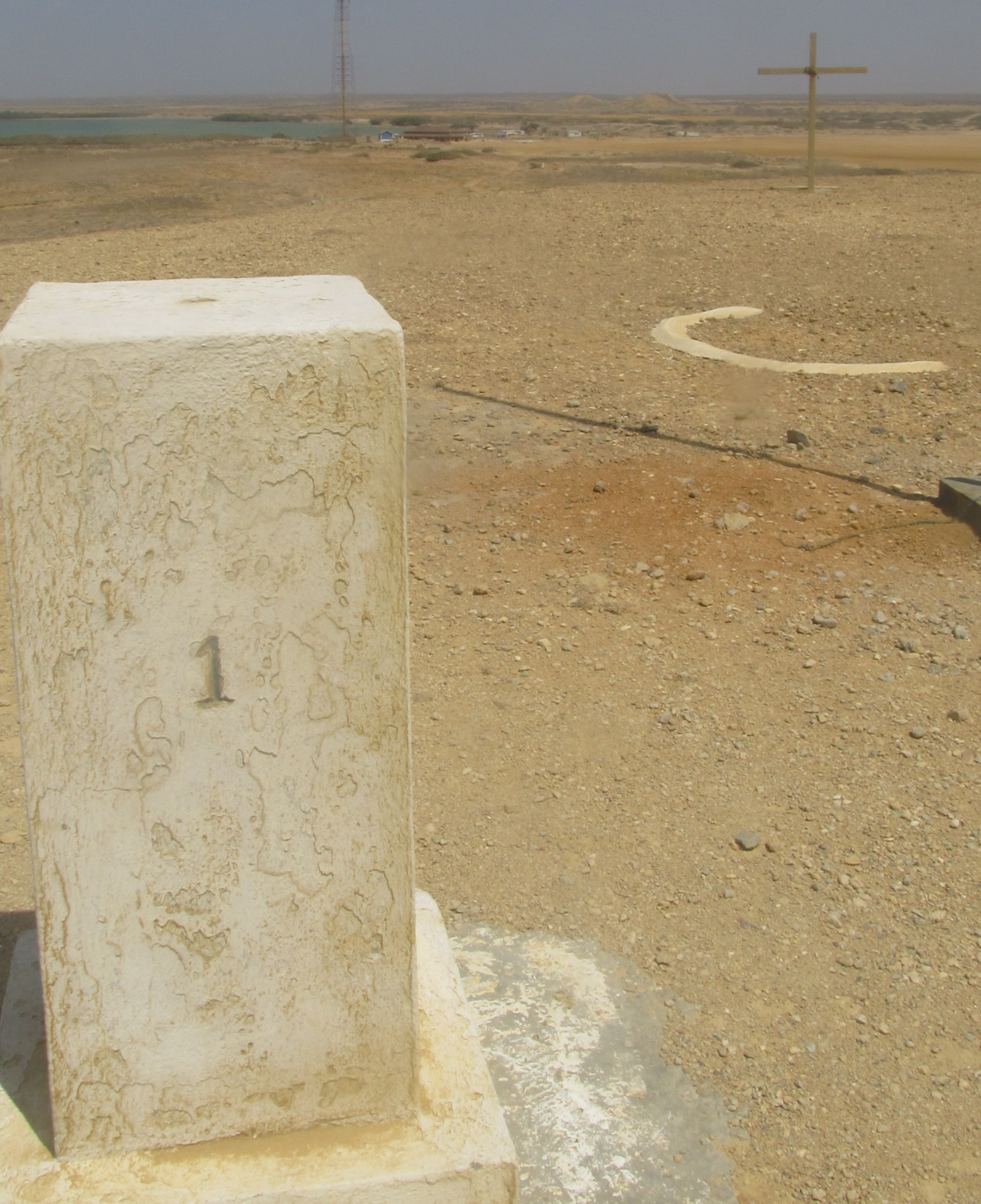
Пограничный знак между Колумбией и Венесуэлой

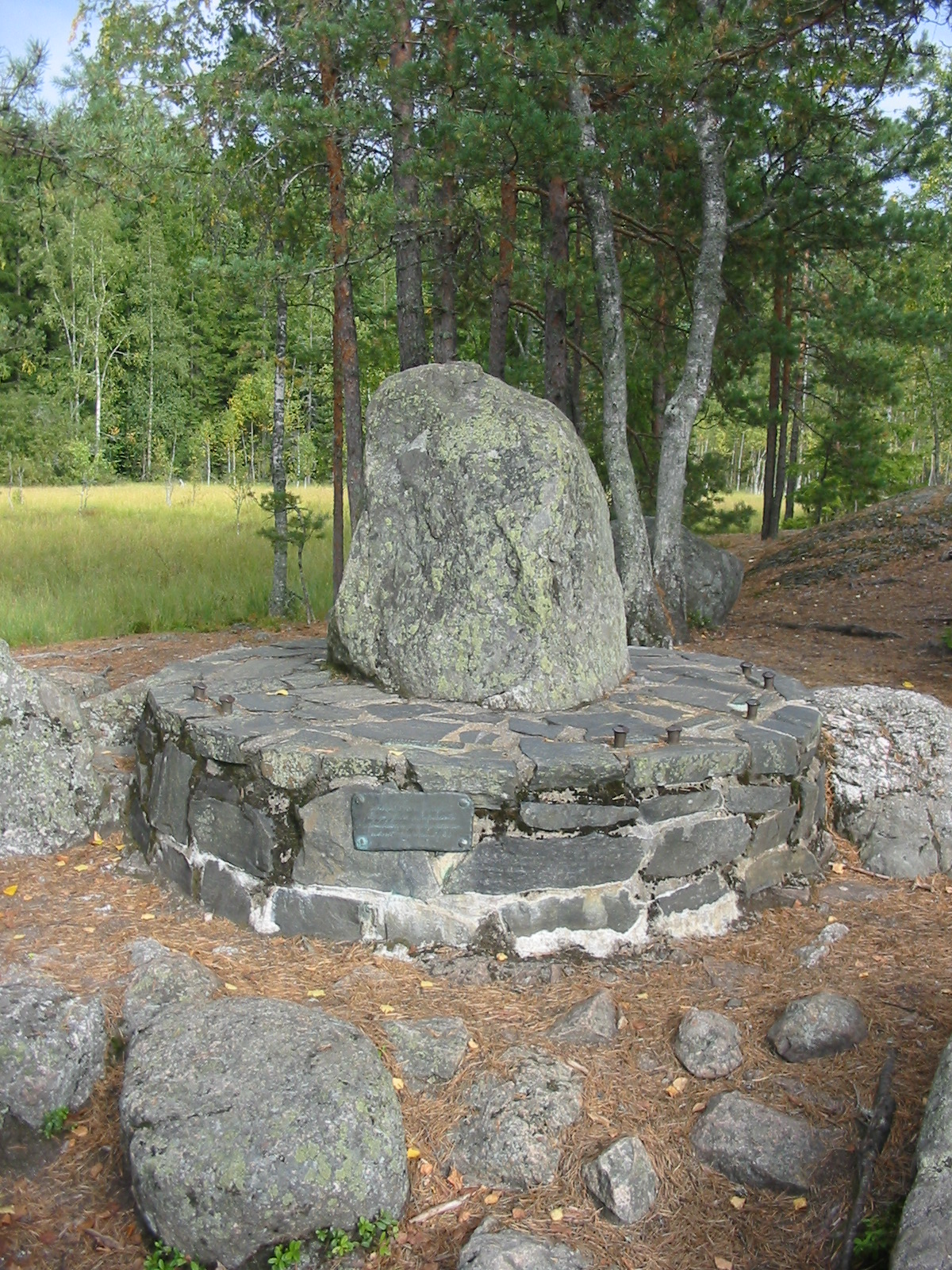
Пограничный камень семи муниципалитетов Юго-Западной Финляндии

Пограничный знак — это знак, установленный на длительный срок, обычно выполненный из камня (хотя сейчас[когда?] используют и другие материалы), который служит служит для разделения (частной) собственности или территорий.
Разделяющие знаки часто использовались для того, чтобы отметить важные пункты на границах между странами или между органами местного самоуправления, а также для отметки границ частных земель, использования природных ресурсов, особенно в тех местах, где заборы или стены не практичны или не нужны. Знаки обычно размещают так, чтобы они заметно выделялись среди окружающей местности. На многих из них, написана соответствующая информация, например, сокращенное название владельца границы, дата установки и часто — географическое расположение, то есть долгота и широта.